# Titánide (Terra Mítica)

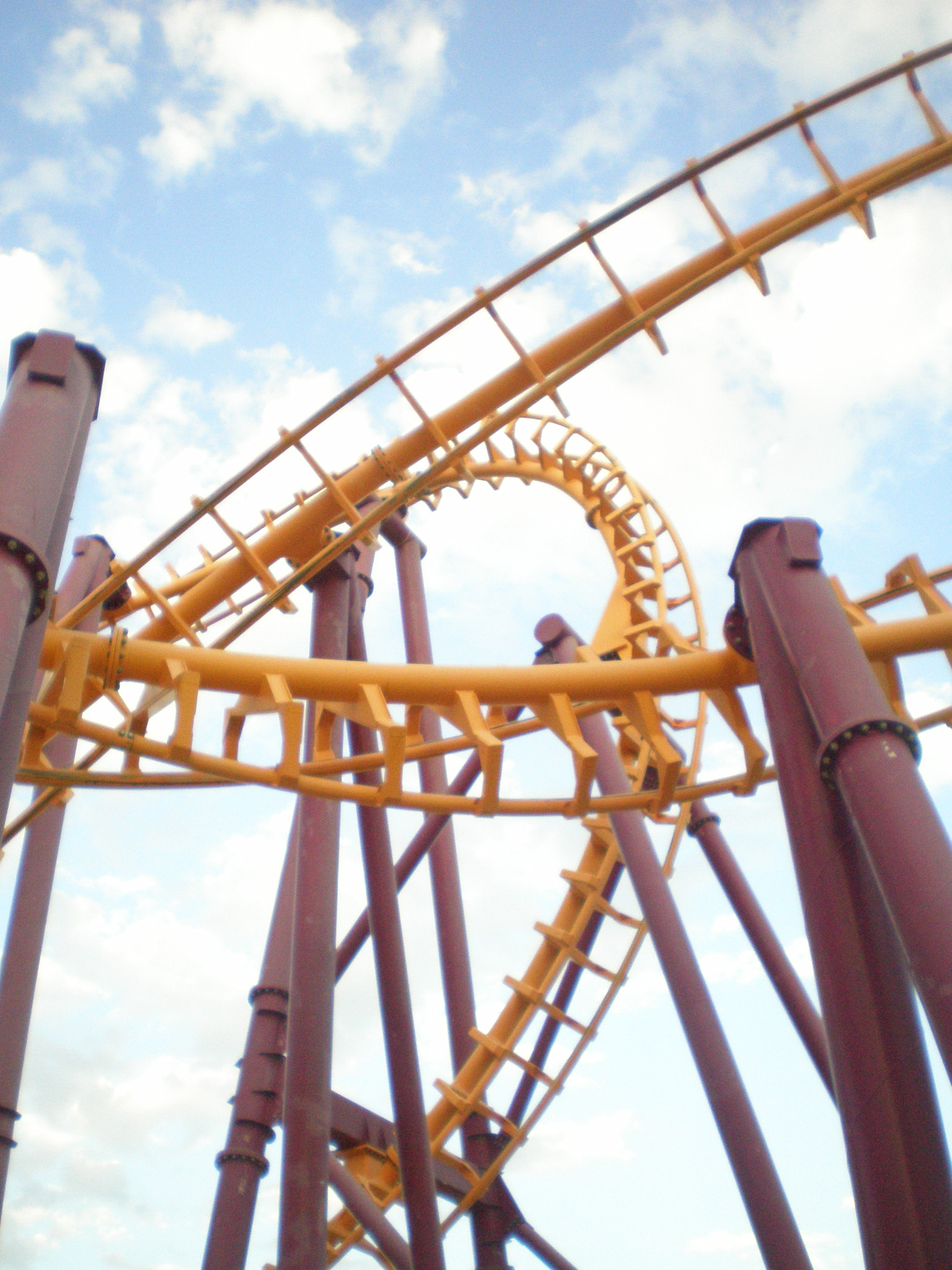
Tizona, antes de nombrarse Titánide.

Titánide es una montaña rusa invertida situada en el área de Grecia del parque temático Terra Mítica, en Benidorm, Alicante. Se trata de una montaña rusa invertida fabricada por Vekoma, concretamente el modelo SLC 689. Es una de las atracciones estrella del parque debido a las fuertes sensaciones que se pueden experimentar en esta montaña rusa. Esta atracción fue inaugurada el año 2003 en la zona de Iberia bajo el nombre de Tizona, pero coincidiendo con el cierre parcial de la zona de Iberia el año 2009, fue trasladada a la zona de Grecia y renombrada como Titánide. Actualmente, los pasajeros tienen la posibilidad de disfrutar de la atracción con unas gafas de realidad virtual en 360°, las cuales simulan adentrarse en el Partenón griego para vivir íntegramente una batalla entre los dioses Ares y Zeus.

## Historia
En el año 2002, el parque elaboró un proyecto para construir una montaña rusa invertida que poseería 5 récords mundiales, incluyendo los de mayor caída, mayor caída con la base soterrada, montaña rusa invertida más larga del mundo, montaña rusa invertida más rápida y montaña rusa invertida con mayor cantidad de inversiones, debido a la gran afluencia de gente que acogía el parque durante sus primeros años. Pero este plan fue cancelado debido a su alto coste y a causa de la deuda acumulada que tenía el parque temático. 
En su lugar se optó por construir el modelo SLC 662 de la fabricante Vekoma. Se optó por este modelo por ser compacto y a causa de la buena acogida que tenía por parte del público en otros parques del mundo. Existen varias copias o clones de este modelo en todo el globo. El nombre original con el cual se inauguró esta atracción en el año 2003 Tizona, se llama así ya que Tizona era el nombre de la espada del mítico héroe español El Cid Campeador, y por este motivo se le ubicó en la zona de Iberia. Al relocalizar la atracción en la zona de Grecia se le puso el nombre de Titánide haciendo referencia al dios griego con este nombre.

## Ficha
| Año de inauguración    | 2003                                          |
| Re-localización        | 2009                                          |
| Tipo                   | Montaña rusa invertida                        |
| Fabricante             | Modelo SLC 689 de Vekoma                      |
| Altura                 | 31 metros                                     |
| Velocidad máx.         | 90 km/h                                       |
| Longitud               | 689 metros                                    |
| Coste                  | 11.500.000 euros                              |
| Altura mínima y máxima | 1,30 m / 1,90 m                               |
| Elementos              | 2 Heartline Roll, 1 Sidewinder y 2 Corkscrews |
| Zona dentro del parque | Grecia                                        |

### Atracciones similares
- El Condor (Wallibi Holland)
- T3 (Kentucky Kingdom)

### Atracciones en Terra Mítica
- Magnus Colossus
- Inferno